# 灌丛清风藤
灌丛清风藤（学名：Sabia purpurea ssp. dumicola）为清风藤科清风藤属下的一个亚种。

## 扩展阅读
- 維基物種上的相關：灌丛清风藤